# Kogure Naoki
Naoki Kogure (sinh ngày 14 tháng 6 năm 1984) là một cầu thủ bóng đá người Nhật Bản.

## Sự nghiệp câu lạc bộ
Naoki Kogure đã từng chơi cho Gamba Osaka.